# In the City of Angels
In the City of Angels è un album in studio da solista del cantante britannico Jon Anderson, pubblicato nel 1988 ed anticipato dal 45 giri singolo Hold on to love.

## Tracce
Side 1
1. Hold on to Love – 4:46
2. If It Wasn't for Love (Oneness Family) – 4:25
3. Sundancing (For the Hopi/Navajo Energy) – 3:18
4. Is It Me – 4:25
5. In a Lifetime – 4:14
6. For You – 2:51

Side 2
1. New Civilization – 4:31
2. It's on Fire – 4:10
3. Betcha – 4:00
4. Top of the World (The Glass Bead Game) – 5:25
5. Hurry Home (Song from The Pleiades) – 4:58